# I colori del male: Rosso
I colori del male: Rosso (in polacco Kolory zla. Czerwien) è un film del 2024 diretto da Adrian Panek e tratto dall'omonimo romanzo di Malgorzata Oliwia Sobczak.

## Trama
Quando il corpo di una ragazza viene ritrovato su una spiaggia della Tripla Città, un procuratore con l'aiuto della madre della vittima cercherà di scoprire la verità sulla morte della ragazza.

## Distribuzione
Il film è stato distribuito sulla piattaforma Netflix a partire dal 29 maggio 2024.